# نوفا فريبورغو
نوفا فريبورغو هي بلدية في البرازيل، تتبع ريو دي جانيرو، بلغ عدد سكانها 182٬082  نسمة، في 2010، تبلغ مساحتها 933٫415 كيلومتر مربع.

## الموقع
تشترك في الحدود مع:
- Bom Jardim, Rio de Janeiro [الإنجليزية]‏.

## مدن توأم
المدن التوأم:
- فريبورغ.

## أعلام
- فيليبي كونسيساو
- روبرتو فارياس
- إدسون باربوزا
- مارلون مورايس
- برناردو ريبيرو
- آرثر كوفمان